# Sarajevo-Dio Novog Sarajeva
Sarajevo-Dio Novog Sarajeva (en serbe cyrillique : Сарајево-Дио Новог Сарајева) est une partie de la ville de Sarajevo, en Bosnie-Herzégovine. Elle est située sur le territoire de la ville d'Istočno Sarajevo, dans la municipalité d'Istočno Novo Sarajevo et dans la république serbe de Bosnie. Selon les premiers résultats du recensement bosnien de 2013, elle compte 84 habitants.